# Nicolai Eigtved
Nicolai Eigtved, também conhecido como Niels Eigtved, (4 de junho de 1701 - 7 de junho de 1754) foi um renomado arquiteto dinamarquês que introduziu o estilo Rococó na Dinamarca no século XVIII. Projetou inúmeros edifícios importantes, dentro os quais se destacam o Palácio de Amalienborg e a Igreja de Mármore. 